# أنور أبو بكر
أنور أبو بكر (بالملايوية: Anuar Abu Bakar)‏ هو لاعب كرة قدم ماليزي في مركز الهجوم، ولد في 28 أبريل 1971 في موار في ماليزيا، وتوفي في 6 مايو 2019 في شاه عالم في ماليزيا بسبب سرطان الكبد. شارك مع منتخب ماليزيا لكرة القدم. أما مع النوادي، فقد لعب مع نادي جوهر درول تقسيم 2 ونادي سلاغور ونادي كلنتن.